# Morgana Lefay
Morgana Lefay ist eine Heavy-Metal-Gruppe aus Schweden. Die Band firmierte von 1999 bis 2001 aus rechtlichen Gründen unter dem Namen Lefay. Seit 2004 trägt sie wieder ihren ursprünglichen Namen. Benannt ist die Band nach einer weiblichen Figur aus der Mythologie um König Artus, siehe Morgan le Fay.

## Geschichte

### 1986–1998: Die Anfänge
Morgana Lefay wurde 1986 von den beiden Gitarristen Tony Eriksson und Stefan Jonsson, Bassist Joakim Lundberg und Schlagzeuger Jonas Söderlund unter dem Namen Damage im schwedischen Bollnäs gegründet. Zwei Jahre später kam Sänger Charles Rytkönen von Sepher Jezirah hinzu. 1989 verließ Gitarrist Stefan Jonsson die Band und wurde durch Tomi Karppanen ersetzt. Zugleich benannte sich Damage in Morgana Lefay um. Im Jahr darauf veröffentlichte die Gruppe ihr selbstproduziertes Album Symphony of the Damned.
Bassist Joakim Lundberg verließ Morgana Lefay 1991, während die Band in den FS-Studios in Söderhamn am Demo Rumours of Rain arbeitete, ersetzt wurde er durch Joakim Heder. Nach der Veröffentlichung des Demos wurde die Band von Black Mark Production unter Vertrag genommen. Aufgrund eines Fehlers von Label-Chef Börje Forsberg wurde das Vertragsangebot zunächst an die ebenfalls aus Bollnäs stammende Band Overload gesandt, erst als Morgana Lefay nachfragte, wurde der Fehler bemerkt und es kam zur Vertragsunterzeichnung. Um das Demo auf die Spielzeit eines Studioalbums zu bringen, nahm Morgana Lefay das Lied Knowing Just as I auf, nach dem das Album benannt wurde. Dieses erschien im Frühjahr 1993 gefolgt von einer Tournee durch Deutschland mit Cemetary und Invocator. Diese erwies sich aufgrund der geringen Besucherzahlen als Fiasko. Im Dezember 1993 erschien das nächste Studioalbum The Secret Doctrine.
Im April 1994 filmte Morgana Lefay ihren ersten Videoclip zum Lied Rooms of Sleep, bevor Tommi Karppanen die Gruppe im Juni verließ. Seinen Posten übernahm Peter Grehn von der Band Fantasmagoria. Die Gruppe absolvierte mit ihm Konzerte in Finnland und Schweden sowie einen Auftritt auf der Popkomm in Köln, bevor Grehn wieder zu seiner Band zurückkehrte. Ersetzt wurde er durch Daniel Persson.
1995 erschien das dritte Album Sanctified, das erneut hervorragende Kritiken erhielt. Die Band tourte mit Cemetary, Memento Mori und Tad Morose durch Europa und drehte Videoclips zu den Liedern To Isengard und In The Court of the Crimson King. Ebenso folgt eine Headliner-Tournee durch Schweden. Noch im selben Jahr veröffentlichte die Plattenfirma mit Past, Present, Future eine Zusammenstellung von bislang unveröffentlichten Stücken, die mit Sculpures of Pain, der Neueinspielung von Symphony of the Damned und den beiden Coverversionen Lost Reflection (im Original von Crimson Glory) und Voulez Vous (von Abba) vier neue Lieder enthielt. Zur gleichen Zeit tourte Morgana Lefay im Vorprogramm von Gamma Ray durch Europa.
1996 erschienen das Album Maleficium und ein Musikvideo zum Titellied. Anfang 1997 tourte die Band erstmals als Headliner durch Europa, mit Solitude Aeturnus und Brainstorm im Vorprogramm. Im selben Jahr erschien auch eine weitere Zusammenstellung, dieses Mal mit den schnelleren Liedern der Band. Kurz darauf verließen Joakim Heder, Daniel Persson und Jonas Söderlind die Band. Die drei ausgestiegenen Musiker veröffentlichen im Jahr 1999 mit Persson am Gesang bei Morgana Lefays Plattenfirma ein selbstbetiteltes Album unter dem Namen Morgana Lefay, das jedoch kaum Beachtung fand. Wegen des geringen Erfolges wurde diese Band wenig später aufgelöst. Daniel Persson ist heute Sänger der Glam-Rock-Band Babylon Bombs.

### 1999–2004: Lefay
Rytkönen und Eriksson holten Peter Grehn in die Band. Dieser brachte mit Bassist Mikael Åsentorp und Schlagzeuger Robin Engström zwei Musiker seiner Band Fantasmagoria mit. Die Gruppe kürzte ihren Namen aus rechtlichen Gründen auf Lefay, unterschrieb einen Plattenvertrag bei Noise Records und veröffentlichte 1999 das Album The Seventh Seal. Die Band tourte mit Nevermore, Nocturnal Rites und Sacred Steel durch Europa. Im Sommer begann sie mit den Aufnahmen zu einer Neueinspielung des Morgana-Lefay-Debüts Symphony of the Damned. Im selben Jahr trat die Band auf dem Wacken Open Air auf.
Ein Jahr später veröffentlichte Lefay das Konzeptalbum ...---... (S.O.S.). Der Veröffentlichung folgten Auftritte auf Festivals wie z. B. dem Bang Your Head sowie eine Headliner-Europatournee unter dem Motto Lost In Europe mit Angel Dust, Steel Prophet und StormHammer. Anschließend wurde es ruhig um die Band und Auflösungsgerüchte machten die Runde. Die Band gab nur noch vereinzelt Konzerte. Bassist Mikael Åsentorp wurde durch Fredrik Lundberg ersetzt.

### Seit 2004: Morgana Lefay
Im September 2004 unterzeichnete Lefay unter ihrem ursprünglichen Namen Morgana Lefay bei ihrem alten Label Black Mark Production einen neuen Plattenvertrag und kündigte ein neues Studioalbum mit dem Titel Grand Materia an. Dabei handelt es sich um ein Konzeptalbum über den französischen Alchemisten Nicholas Flamel. Nachdem im Oktober 2005 vorab ein Video zum Lied Hollow erschienen war, wurde das Album im April 2005 veröffentlicht. Es folgte eine Tournee mit Lanfear und Mindcrime im Vorprogramm durch Europa sowie Festival-Auftritte auf dem Sweden Rock Festival sowie dem Wacken Open Air. Erstmals spielte Morgana Lefay auch in Großbritannien und den USA auf.
Schlagzeuger Robin Engström verließ die Band im Mai 2006 und wurde durch Pelle Åkerlind ersetzt. Im März 2007 erschien das Album Aberrations Of The Mind. Morgana Lefay beschloss, eine Auszeit zu nehmen. Die Bandmitglieder starteten Soloprojekte.
Nach einer Anfrage des Sweden Rock bestritt Morgana Lefay auf dem 2012er Festival einen Auftritt. Aufgrund des Erfolges beschlossen die Musiker, die Band neu zu formieren. Es folgten in den Jahren 2013 und 2014 Auftritte u. a. beim Sweden Rock, beim Bang Your Head, beim Swordbrothers Festival und beim Sabaton Open Air.

## Sonstiges
Die Band spielt Power Metal schwedischer Prägung, wie ihn auch Bands wie Tad Morose bieten. Bis auf Symphony of the Damned wurden alle Albumcover der Band vom schwedischen Künstler Kristian „Necrolord“ Wahlin gezeichnet. Auf all diesen Alben findet sich eine Art Sanduhr wieder, deren Glas Risse aufweist und deren Inhalt aus Licht besteht. Sie ist über die Jahre zu einem optischen Erkennungszeichen der Band geworden.

## Diskografie

### Studioalben
- 1990: Symphony of the Damned
- 1993: Knowing Just as I
- 1993: The Secret Doctrine
- 1995: Sanctified
- 1996: Maleficium
- 1999: Morgana Lefay
- 1999: The Seventh Seal (als Lefay)
- 1999: Symphony of the Damned (neu eingespielt als Lefay)
- 2000: . . . - - -. . . (S.O.S) (als Lefay)
- 2005: Grand Materia
- 2007: Aberrations of the Mind

### Sonstige Tonträger
- 1992: Rumours of Rain (Demo)
- 1995: Past Present Future (Best Of)
- 1998: Fata Morgana (Best Of)
- 2007: Over and over Again (Single)